# Magnus IV. Norský
Magnus IV. Sigurdsson (asi 1115 – 12. listopad 1139), zvaný také Slepý, byl norský král v letech 1130–1135 a znovu v letech 1137–1139.

## Život
Magnus byl nemanželským synem Sigurda I. a Borghild Olavsdotter. Borghild byla dcerou bohatého farmáře v Østfoldu. Během jedné zimy strávil Sigurd I. nějaký čas jako host jejího otce a blízké přátelství mezi ním a Borghild dalo vzniknout pomluvám, že jsou milenci. Borghild tyto pomluvy odmítla jako urážlivé a úspěšně prošla zkouškou žhavým železem. Když se o tom dozvěděl Sigurd, udělal z ní svou milenku.
Kdy král Sigurd v roce 1130 zemřel, Magnus se stal norským králem společně se svým domnělým strýcem Haraldem IV. Gillem. Po čtyřech letech nelehkého míru se Magnus začal otevřeně připravovat na válku s Haraldem. 9. srpna 1134 ho porazil v rozhodující bitvě u Färlevu a Harald utekl do Dánska.

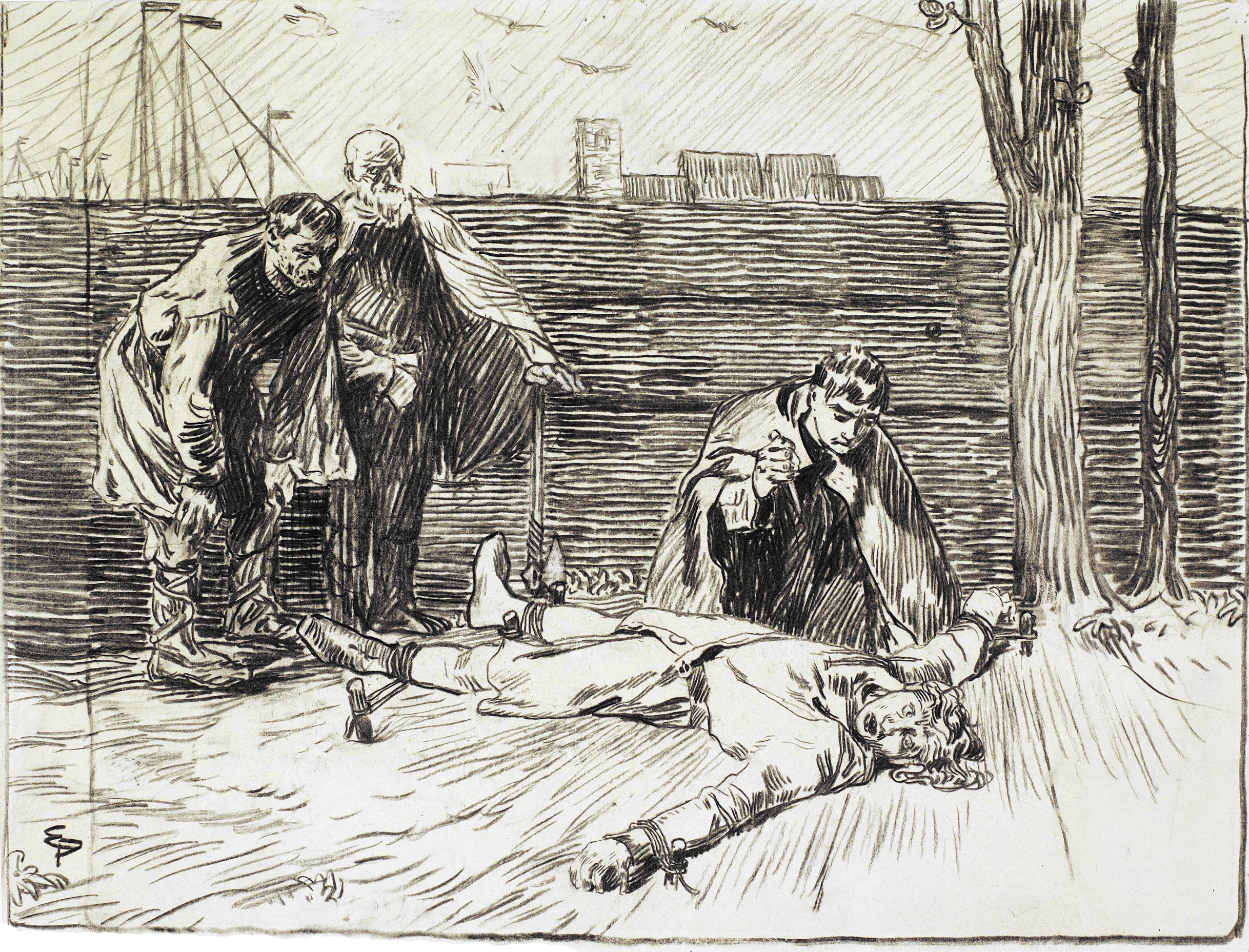
Zmrzačení Magnuse IV., ilustrace Eilifa Peterssena

Proti vůli svých rádců Magnus rozpustil armádu a odcestoval do Bergenu, aby tam strávil zimu. Harald se vrátil do Norska s novou armádou a podporou dánského krále Erika II. Před Vánoci dosáhl Bergenu, přičemž Magnus měl málo mužů, takže město snadno podlehlo Haraldově armádě (7. ledna 1135).
Magnus byl zadržen a zbaven trůnu, byl oslepen, vykastrován a byla mu useknuta jedna noha. Poté skončil v klášteře Nidarholm na ostrově Munkholmen, kde nějaký čas strávil jako mnich. Haralda Gilleho v roce 1136 nechal zabít Sigurd Slembe, další uchazeč o trůn, který se králem prohlásil v roce 1135.
Aby Sigurd podpořil svůj nárok na trůn, udělal z Magnuse svého spoluvládce. Rozhodli se rozdělit své síly a Magnus zamířil do východního Norska, kde měl největší podporu. Zde ho v bitvě u Minne porazil Inge I. Norský. Magnus poté utekl do Götalandu a pak do Dánska, kde se snažil získat podporu. Invaze Erika II. Dánského do Norska ale skončila bídně.
Magnus se poté spojil se Sigurdem Slembem, ale v Norsku stále neměli velkou podporu. Nějaký čas trávili spíše jako banditi, než se 12. listopadu 1139 střetli se silami Inge I. Norského a Sigurda II. Magnus v této bitvě u Holmengrå zemřel, snad když ho držel loajální strážce Reidar Grjotgardsson a oba je probodl oštěp. Pohřbený je v kostele sv. Hallvarda v Oslu.